# Hebersdorf (Thanstein)
Hebersdorf ist ein Ortsteil der Gemeinde Thanstein im Oberpfälzer Landkreis Schwandorf in Bayern.

## Geographische Lage
Hebersdorf liegt ungefähr einen Kilometer östlich von Thanstein und etwa zwei Kilometer westlich der Bundesstraße 22.

## Geschichte

### Anfänge bis 17. Jahrhundert
Hebersdorf (auch: Hebreinsdorf, Höbersdorf, Höbersdorff) wurde bereits im 14. Jahrhundert mit einer Peterskirche, die mit einem Benefiziaten besetzt war, schriftlich erwähnt. Diese Kirche bestand bis zur Reformation.
Mitte des 13. Jahrhunderts wurde das Kloster Schönthal gegründet. Ab diesem Zeitpunkt wurden von vielen Adligen Schenkungen an dieses Kloster gemacht.
So schenkte Lienhart Aicharen 1443 dem Kloster seinen Hof in Hebersdorf.
1582 gehörte Hebersdorf zur Pfarrei Thanstein, auf der Otto von Ebleben das Präsentationsrecht hatte.
Das Steuerbuch von 1631 verzeichnete für Hebersdorf zwei Höfe, zwei Söldengütel, zwei Häusel, einen Inwohner, 10 Rinder und ein Schwein.
Während des Dreißigjährigen Krieges wurde in Hebersdorf ein Anwesen von insgesamt 6 verwüstet und lag danach öde.

### 18. Jahrhundert bis Gegenwart
1785 gab es in Hebersdorf 5 Untertanen.
Ende des 18. Jahrhunderts gehörten die Orte Bach, Berg, Dautersdorf, Großenzenried, Hebersdorf, Jedesbach, Kulz, Pillmersried, Tännesried, Thanstein und Zengeröd zur Hofmark Thanstein. Besitzer war die Familie Holnstein.
Zu Beginn des 19. Jahrhunderts hatte Hebersdorf 45 Häuser, einen Schneider, zwei Weber und einen Zimmermeister und gehörte zum Steuerdistrikt Thanstein.
1820 wurden Ruralgemeinden gebildet. Thanstein mit 43 Familien und Hebersdorf mit 10 Familien bildeten eine Ruralgemeinde.
Zum Stichtag 23. März 1913 (Osterfest) wurde Hebersdorf als Teil der Pfarrei Thanstein mit 10 Häusern und 48 Einwohnern aufgeführt.
Am 31. Dezember 1990 hatte Hebersdorf 47 Einwohner und gehörte zur Pfarrei Thanstein.